# Иванов, Сергей Петрович (актёр)
Серге́й Петро́вич Ивано́в (укр. Сергій Петрович Іванов; 22 мая 1951, Киев — 15 января 2000, Киев) — советский и украинский киноактёр, кинорежиссёр и сценарист, заслуженный артист Украины (1992), народный артист Украины (1998).
Наибольшую известность получил как исполнитель ролей «Кузнечика» в фильме «В бой идут одни «старики»», Цыбули в фильме «Дачная поездка сержанта Цыбули» и Лариосика в фильме «Дни Турбиных». Лауреат Республиканской премии ЦК ЛКСМ Украины имени Н.Островского (1980).

## Биография
Сергей Петрович Иванов родился 22 мая 1951 года в Киеве.
В 1972 году окончил Киевский национальный университет театра, кино и телевидения имени И. К. Карпенко-Карого, тогда Киевский государственный театральный институт им. И. К. Карпенко-Карого. Руководителем группы был Николай Павлович Мащенко. Среди сокурсников Сектименко Николай и Талашко Владимир.
В том же году Леонид Быков пригласил Иванова на съёмки «В бой идут одни «старики»».
В 1970-х годах актёр снялся в следующих ролях — Лариосик в фильме «Дни Турбиных», сержант Цыбуля в фильме «Дачная поездка сержанта Цыбули», Алёша Метёлкин в фильме «Ар-хи-ме-ды!», Лавкин в фильме «Аты-баты, шли солдаты».
С 1972 года — актёр и режиссёр Киевской киностудии имени А. Довженко.
В 1990-е годы почти не снимался.
Был внештатным советником по культуре министра финансов Украины.
В конце 1990-х годов Сергей Иванов начал на телевидении новый проект — сериал о замках Западной Украины, но успел снять только первую серию.

### Семья
Отцом киноактера был советский поэт и филолог Пётр Иванов (1921—1997), мать — Жанетта Михайловна Иванова (Жовтобрюх) (1928—1993), была старшим научным сотрудником в Институте органической химии НАН Украины, дедушка — Михаил Жовтобрюх был известным лингвистом, бабушка Мария Петровна Жовтобрюх — учительницей математики; сестра, моложе на 13 лет, Лариса Пишая (Иванова) (род. 1964) — художница.

### Личная жизнь

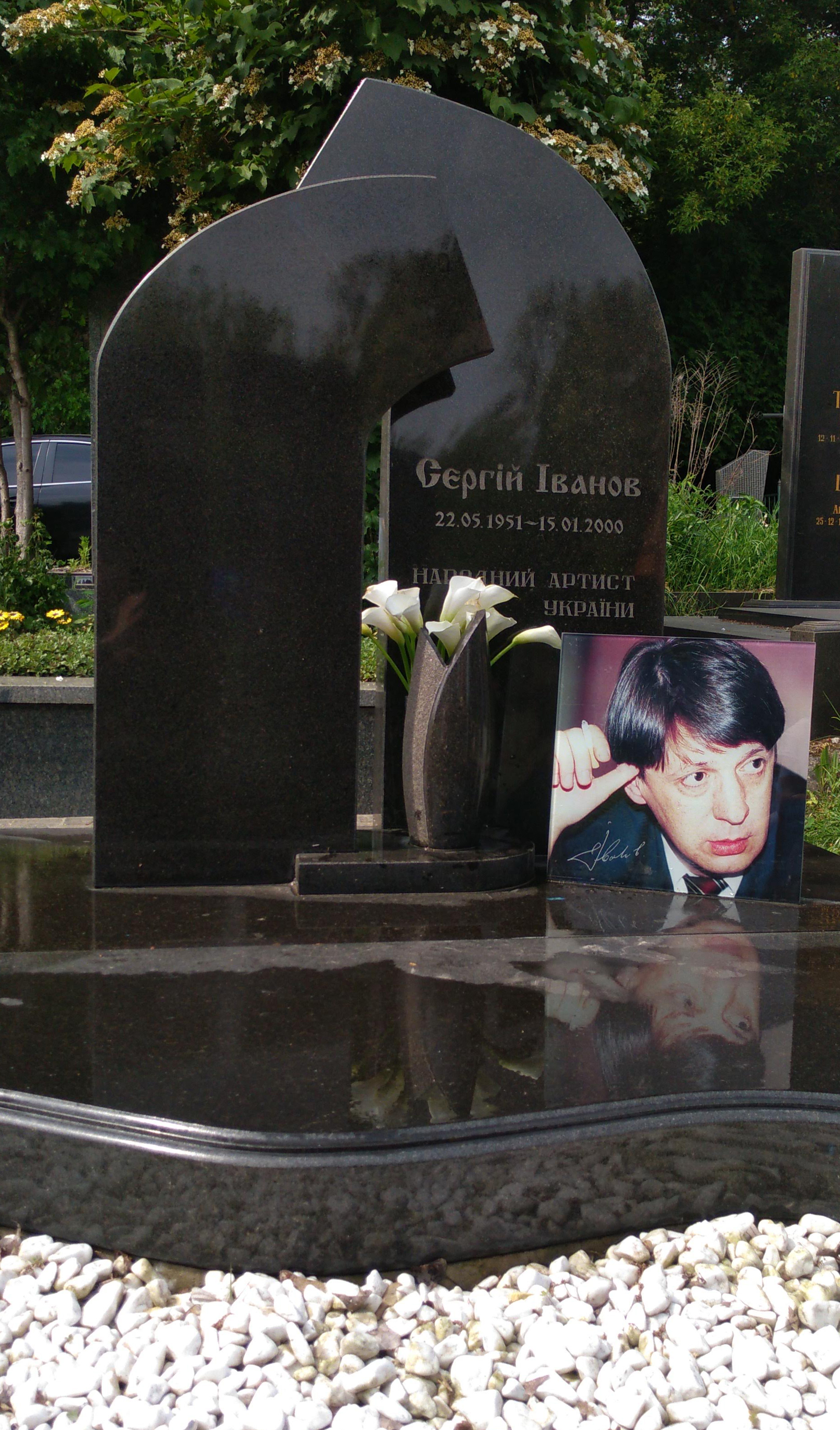
Надгробие Сергея Иванова на Байковом кладбище

Первый раз женился в девятнадцать лет. Этот брак длился три месяца. 
Вторая жена Сергея была балериной. Он хотел ребёнка, а она боялась испортить фигуру и карьеру. Из семи совместных лет они провели вместе не более трёх — то у неё гастроли, то у него съёмки. Каждый жил своей жизнью. 
Однажды Сергей случайно познакомился в бухгалтерии пединститута с девушкой по имени Лариса. Сам актёр потом рассказывал, что это была любовь с первого взгляда. Лариса ответила взаимностью, они поженились, а в 1987 году у них родилась дочь Маша.

### Смерть
Сергей Иванов ушёл из жизни вечером 15 января 2000 года в Киеве. Причиной смерти стал инфаркт. Похоронен актёр на Байковом кладбище в Киеве.

## Фильмография

### Актёрские работы
- 1969 — Улица тринадцати тополей — рабочий
- 1970 — Голубое и зелёное — Митя
- 1970 — Семья Коцюбинских — Павло Тычина
- 1971 — Всего три недели — эпизод
- 1971 — Зозуля с дипломом — Свечка Павел Иванович, милиционер
- 1972 — Доверие — Саша
- 1972 — Случайный адрес — инспектор
- 1973 — В бой идут одни «старики» — лейтенант Александров, он же «Кузнечик»
- 1973 — Дума о Ковпаке — партизан
- 1973 — Эффект Ромашкина — Егор
- 1973 — Как закалялась сталь — Серёга Брузжак
- 1974 — Наследники — молодой строитель
- 1974 — Рождённая революцией — Афиноген Полюгаев
- 1975 — Ар-хи-ме-ды! — Алёша Метёлкин
- 1975 — Это было в Межгорье — Петя
- 1975 — Не отдавай королеву — Кошич
- 1975 — Переходим к любви — рабочий завода
- 1975 — Рассказ о простой вещи — прапорщик Василевский
- 1975 — Марина
- 1976 — Дни Турбиных — Лариосик
- 1976 — Семьдесят два градуса ниже нуля — Петя Задирако
- 1976 — Тревожный месяц вересень — Абросименко
- 1976 — Волны Чёрного моря — Святослав, боец партизанского отряда
- 1977 — Перед экзаменом — Леонид (жених)
- 1977 — Сапоги всмятку — священник
- 1977 — Аты-баты, шли солдаты — Лавкин
- 1977 — Три весёлые смены — доктор
- 1977 — Хомут для Маркиза — мотоциклист
- 1978 — Агент секретной службы — лейтенант Чеботарь
- 1978 — Алмазная тропа — Лёнька
- 1978 — Отряд особого назначения — Мудряков
- 1978 — Свадебный венок, или Одиссея Иванка — Иванко
- 1979 — Пани Мария — Станислав
- 1979 — Особо важное задание — Гонцов
- 1979 — Суета сует — Василий
- 1980 — Дачная поездка сержанта Цыбули — сержант Цыбуля
- 1980 — Семейный круг — сын
- 1981 — Депутатский час — Коля
- 1981 — Утро вечера мудренее — Юрий Доценко
- 1981 — Будем ждать, возвращайся
- 1981 — Куда он денется! — Григори
- 1982 — Нежность к ревущему зверю — Карауш
- 1982 — Улыбки Нечипоровки — агроном Нечипор
- 1982 — Тайны святого Юра — Егор
- 1982 — Полёты во сне и наяву — актёр (камео)
- 1982 — Если враг не сдаётся… — Зацепин
- 1983 — Дело для настоящих мужчин
- 1984 — Обвинение — Шашко
- 1985 — Батальоны просят огня
- 1985 — Прыжок — Коля
- 1986 — Рядом с вами — учитель физкультуры
- 1986 — Капитан «Пилигрима» — боцман
- 1986 — Без сына не приходи! — хулиган
- 1987 — Случай из газетной практики — разговорчивый таксист
- 1988 — Дама с попугаем — Витёк
- 1988 — Светлая личность — эпизод
- 1989 — Чаша терпения — Дубоносов-младший, старший лейтенант милиции
- 1991 — Медовый месяц
- 1991 — И чёрт с нами — охранник обкома рядовой Иванов
- 1997 — Две Юлии — профессор

### Режиссёрские работы
- 1991 — Медовый месяц

### Сценарные работы
- 1992 — Великое замыкание, или Детонатор

## Награды и звания
- Народный артист Украины (1998).
- Заслуженный артист Украины (1992).